# Topobea calcarata
Topobea calcarata är en tvåhjärtbladig växtart som beskrevs av Antonio Lorenzo Uribe Uribe. Topobea calcarata ingår i släktet Topobea och familjen Melastomataceae. Inga underarter finns listade i Catalogue of Life.